# Stazione di Perpignano
La stazione di Perpignano (in francese gare de Perpignan) è la principale stazione ferroviaria della città francese di Perpignano, nel dipartimento dei Pirenei Orientali.
Salvador Dalí vedeva l'universo come "simile per struttura alla stazione di Perpignan". La stazione è soprannominata "centro del mondo", secondo le parole del pittore, che l'ha definita in più occasioni "centro cosmico dell'universo", e gli ha ispirato il dipinto La Gare de Perpignan del 1965.

## Storia
Una prima stazione ferroviaria provvisoria, realizzata sulla sponda sinistra del fiume Têt, fu attivata il 20 febbraio 1858 dalla Compagnie des chemins de fer du Midi et du Canal latéral à la Garonne. Il 20 luglio successivo fu aperto al traffico il viadotto sul Têt e realizzata una nuova stazione più vicina al centro.
Il 21 marzo 1866 fu attivato il segmento tra Perpignano e Collioure.
Il 19 dicembre 2010 fu attivata la linea ad Alta velocità tra Perpignano e Figueras che garantisce i collegamenti tra la Francia e la Spagna.